# Elvira Kamaloğlu
Elvira Kamaloğlu (ur. 24 września 2001) – turecka zapaśniczka startująca w stylu wolnym. Zajęła piąte miejsce na mistrzostwach świata w 2023. 
Wicemistrzyni Europy w 2025; piąta w 2022 i 2024. Brązowa medalistka igrzysk solidarności islamskiej w 2021. Trzecia na MŚ juniorów w 2021 i U-23 w 2022. Trzecia na MŚ U-23 w 2022 i 2023. Mistrzyni Europy U-23 w 2022 i druga w 2024 roku.